# Дубрава (район Загреба)

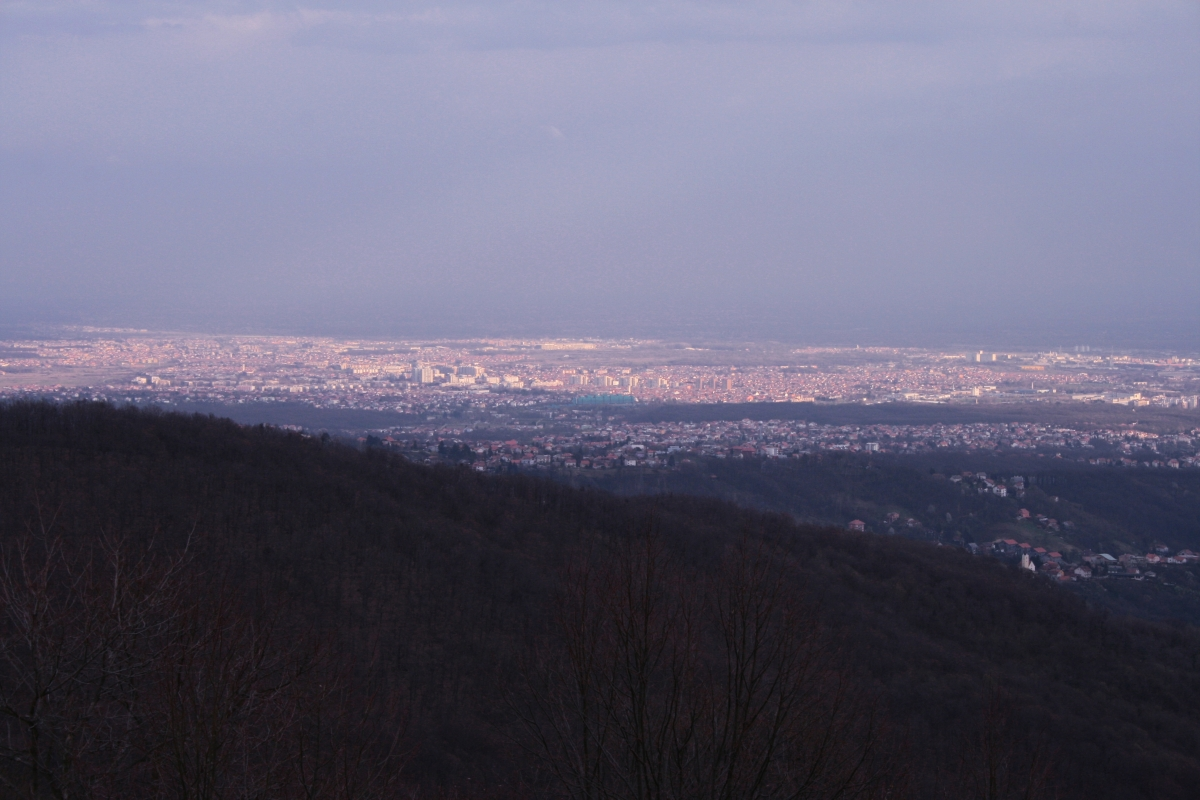
Вид на Дубраву з Медведграда

Дубра́ва (хорв. Dubrava) — найсхідніший район у столиці Хорватії місті Загребі.
Розташований на схід від Максимира й за напрямком західніше Сесветів. За площею (50,1 км²) Дубрава є п'ятим районом за розміром у Загребі, а за чисельністю населення — 97 332 осіб за даними перепису 2001 року посідала 3-є місце серед загребських районів (після Трешнєвки та Нового Загреба), отже це один із житлових районів хорватської столиці. Крізь Дубраву пролягає однойменний проспект.
Свою назву «Дубрава» (український відповідник — Діброва) район дістав через те, що за давнини на цій території були гаї, з-поміж дерев яких переважали дуби.

## Деякі історичні дані
Поблизу сьогоднішньої Дубрави існувало поселення римської доби Андаутонія (Andautonija), що було автономною міською одиницею. Відомий хорватський державний діяч і археолог Іван Кукулевич-Сакцинський вже під час перших археологічних розкопок у Загребі в 1873 році виявив залишки Андаутонії.
У VII столітті Андаутонія руйнується з приходом слов'ян (хорватів).
Вже до ХІІІ століття район сучасної Дубрави потрапив під владу Градця (Верхнього міста), тобто молодого Загреба, а вже по тому тут почали з'являтися перші з деяких сучасних поселень.

## Сучасний поділ і опис
Згідно з адмінустроєм Загреба від 1999 року колишній міський район Дубрава поділено на 2 нові райони — Верхня Дубрава (Gornja Dubrava) та Нижня Дубрава (Donja Dubrava):
- Нижня Дубрава — площа 1 082,3 га (10 823 км²), населення 35 944 осіб (2001). Це найсхідніша частина Загреба, що межує з Сесветами, є низинною та рівнинною, тут є необроблені поля і ліси. На півночі — Дубравський проспект відокремлює Нижню Дубраву від Верхньої, на півдні Славонський проспект (Slavonska avenija) — від Пещениці-Житняка (Peščenica — Žitnjak), утворюючи південно-західну межу. На заході район межує з Максимиром, на сході — кордоном є струмок Трнава (Trnava). Якщо південно-східна частина району переважно неосвоєна, на півночі Нижня Дубрава досить щільно забудована. Нижня Дубрава поділяється на квартали: Ретковець, Чулинець, Нижня Дубрава, Решницький Гай, Поляниця (Retkovec, Čulinec, Donja Dubrava, Trnava, Resnički Gaj, Poljanica).
- Верхня Дубрава — площа 40 027,7 га (40 277 км²), населення 61 388 осіб (2001). Це північо-східний район Загреба, що на півдні межує з Нижньою Дубравою, Максимиром — на заході, із Сесветами — на сході. Протягом більшої частини Верхньої Дубрави домінують передгір'я і схили Медведниці. Квартали Верхньої Дубрави: Горня Дубрава, Грана-Клака, Студентське містечко, Трновчина, Полянице, Дубець, Мирошевець, Данковець, Дегидовець, Чучер'є, Гранешина, Ялшевець, Новоселець (Gornja Dubrava, Grana-Klaka, Studentski grad, Trnovčica, Poljanice, Dubec, Miroševec, Dankovec, Degidovec, Čučerje, Granešina, Jalševec, Novoselec).